# Valentin Bertapelle
Valentin Bertapelle (ur. 10 listopada 1943) – francuski kierowca wyścigowy.

## Kariera
Bertapelle rozpoczął karierę w międzynarodowych wyścigach samochodowych w 1972 roku od startów w World Challenge for Endurance Drivers, gdzie jednak nie zdobywał punktów. W późniejszych latach Francuz pojawiał się także w stawce World Championship for Drivers and Makes, European Endurance Championship, FIA World Endurance Championship, 24-godzinnego wyścigu Le Mans oraz European Touring Car Championship.